# Daljnegorsk
Daljnegorsk (ruski: Дальнего́рск, kineski:  野猪谷; u doslovnom prijevodu "dolina divljih svinja") je grad smješten u Primorskom kraju u Rusiji. Nalazi se na 44°54' sjever i 135°51' istok.
Staro ime ovoga grada je bilo Tetjuhe (ruski: Те́тюхе). Preimenovan je u Daljnegorsk 1973. godine za vrijeme čišćenja od kineskih imena u Primorskom kraju. Naselje je steklo status grada 1989. godine.

## Temeljne informacije
- Osnovan je 1896.
- Broj stanovnika: 41.800 (2003.).
- Brzoglasni pozivni broj: 42-373 (ili 273, ako se zove iz Primorskog kraja).
- Najbliža željeznička postaja:Čugujevka, udaljena 198 km
- Najbliža morska luka: Rudnaja Pristan, 35 km udaljena
- Cestovna udaljenost do Vladivostoka: 517 km.
- Vremenska zona:Moskovsko vrijeme + 7

## Gospodarstvo
Većina stanovnika radi u dva industrijska poduzeća: JSC Bor'', koji je jedan od najvećih svjetskih specijaliziranih društava i JSC Dalpolimetal, koji proizvodi 58% ruskog olova. 
Usprkos visokorazvijenoj industrijalizaciji Dalnjegorska, preko 90% ozemlja pod njegovom pravnom nadležnošću je pokriveno korejskim borom i mješovitim lišćarskim šumama, koje privlače turiste zaljubljenike u prirodu

## Zanimljivosti
Brdo Izvestkovaya, znano još i kao Uzvisina 611, se nalazi u Dalnegorsku. Na njemu se zbio NLO Incident na uzvisini 611 iz 1986. godine.

## Vanjske poveznice
- Informacije o Daljnegorsku sa stranice Dalekoistočnog geološkog instituta